# Akráta
Akráta, en grec moderne : Ακράτα, est une ville du dème d'Égialée, dans le district régional d'Achaïe, en Grèce. 
Elle est située sur la rive droite de la rivière Kráthis (el), à 3 km de son embouchure dans le golfe de Corinthe. La route nationale grecque 8a (el)/route européenne 65 (Patras - Corinthe) et la voie ferrée de Patras à Corinthe traversent la localité, au nord-est de la ville. La ville la plus proche est Égira, distante de 4 km à l'est. Elle se trouve à 23 km au sud-est d'Aigion, à 52 km à l'est de Patras et à 23 km au nord-est de Kalávryta.
Selon le recensement de 2011, la population d'Akráta compte 1 393 habitants.